# Південно-Африканський Союз
Півде́нно-Африка́нський Сою́з (далі ПАС) — історичний попередник сучасної держави Південно-Африканської Республіки. Державне утворення яке виникло 31 травня 1910 на основі таких окремих колоній та держав: Капська колонія, Колонія Наталь, Колонія Трансвааль і Колонія Оранжевої Річки. Після Першої світової війни Південно-Африканському Союзу було надано мандат Ліги Націй на управління Німецькою Південно-Західною Африкою. Згодом ця територія почала розглядатися у всьому як звичайна провінція Союзу.
ПАС був заснований як домініон, пізніше увійшов до Співдружності Націй, а 31 травня 1961 став державою під назвою Республіка Південна Африка або Південно-Африканська Республіка.

## Особливості
На відміну від Канади та Австралії, ПАС був унітарною державою, а не федерацією. Був створений двопалатний парламент, що складався з Палати зборів і Сенату, а його члени були обраними в основному з числа білої меншини країні. Часто рішення приймалися і змінювалися кілька разів на день, аби задовольнити уряд. Перевага парламенту була міцно закріплена. За винятком процедурних питань суди не могли втручатися у рішення парламенту та проведення політики уряду.

## Столиці
Через розбіжності з приводу того, де повинна бути столиця ПАС, було досягнуто компромісу: кожна з провінцій отримувала частину прав мати столицю. Уряд розміщувався у Преторії (Трансвааль), парламент — у Кейптауні, Апеляційна Комісія — у Блумфонтейні (Оранжева вільна держава), а Пітсбург (Наталь) отримав фінансову компенсацію. Така домовленість фактично зберігається і сьогодні, оскільки більшість органів державної влади розташовані у Преторії, за окремими винятками. Так, Конституційний Суд і Комісія з прав людини розташована у Йоганнесбурзі, Верховний апеляційний суд і Судова Комісія у Блумфонтейні, а парламент у Кейптауні.

## Відносини з метрополією
ПАС спочатку залишався під британською короною як незалежний домініон Британської імперії. З плином Вестмінстерського статуту в 1931 році ПАС став за статусом рівним членом Співдружності, а правління Сполученого Королівства не могло вже поширюватися на ПАС. Англійський король почав носити титул короля Південної Африки, а не короля Сполученого Королівства. Монарх був представлений у Південній Африці генерал-губернатором, але фактичне управління здійснював прем'єр-міністр, що очолював уряд. Луїс Бота, колишній бурський генерал, був призначений першим прем'єр-міністром ПАС, очолюючи коаліцію, що представляла білих африканерів та англомовних громадян. Судові рішення, а також рішення державних службовців приймалися в ім'я корони.
Єлизавета II була останнім монархом Південної Африки.

## Мови
За Конституцією, офіційною мовою поряд з англійською спочатку була нідерландська мова, але де-факто була замінена африкаанс у 1926 році. Проте юридично нідерландська мова і африкаанс співіснували до 1960 року.

## Кінець ПАС
Після референдуму 5 жовтня 1960 року, під час якого біле населення проголосувало на користь встановлення Республіки, ПАС перетворився у Південно-Африканську Республіку. 31 травня 1961 р. і країна вийшла зі Співдружності через засудження політики апартеїду (фактично її було виключено). Згодом південноафриканський парламент прийняв конституцію, скасував закони ПАС. Особливості політичної системи ПАС були перенесені з дуже невеликими змінами до новоствореної республіки.

## Нотатки
1. ↑  Залишався королівським гімном до 1961.